# Tetragnatha foai
Tetragnatha foai là một loài nhện trong họ Tetragnathidae.
Loài này thuộc chi Tetragnatha. Tetragnatha foai được Eugène Simon miêu tả năm 1902.